# Squirrel Girl
Squirrel Girl, il cui vero nome è Doreen Allene Green, è un personaggio dei fumetti creato da Will Murray (testi) e Steve Ditko (disegni) pubblicato dalla Marvel Comics. La sua prima apparizione avviene in Marvel Super-Heroes (vol. 2) n. 8 (gennaio 1992).
Concepita allo scopo di ridare un tocco di allegria e spensieratezza all'Universo Marvel che andava sempre più incupendosi, Squirrel Girl è una supereroina con abilità e caratteristiche ispirate agli scoiattoli che, sebbene non sempre venga presa sul serio, ha puntualmente sconfitto molti dei più grandi supercriminali della Terra. La natura scanzonata e parodistica del personaggio l'ha portata a divenire estremamente popolare sia tra gli autori che per pubblico e critica.
Inizialmente, in lingua italiana, il suo nome è stato adattato in "Ragazza Scoiattolo".

## Storia editoriale
Apparsa per la prima volta ad opera del team creativo composto da Will Murray e Steve Ditko sul secondo volume di Marvel Super-Heroes n. 8, datato gennaio 1992, parlando della genesi del personaggio Murray ha dichiarato: «In realtà ho creato Squirrel Girl in forma di script senza alcun input artistico. Originariamente Tom Morgan avrebbe dovuto disegnarla, ma quando ha abbandonato, ho richiesto Ditko e lo ho ottenuto. Ditko ha fatto un ottimo lavoro nel portare la mia bambina alla vita. Ha inventato gli spuntoni sulle nocche. Non erano nello script. Ironicamente ho basato Squirrel Girl su una vecchia fidanzata che leggeva fumetti ed adorava le "creaturine"-animali selvatici di tutti i tipi. Per coincidenza, era una grande fan di Ditko. Credo mi sia venuta l'idea perché avevo un sacco di scoiattoli in giro per il mio tetto e, a volte entravano dalla finestra aperta della mia camera da letto così l'ispirazione mi ha colpito».
Dopo il suo esordio, nonostante sia stato preso in considerazione di farla divenire un membro dei New Warriors e fosse stata inserita nelle carte collezionabili degli eroi Marvel del 1997, Squirrel Girl è in seguito scomparsa dalle pubblicazioni per circa un decennio, con la sola eccezione di una menzione da parte di Blind Al su Deadpool n. 7 (agosto 1997) finché, nel 2005, Dan Slott la inserisce nella miniserie G.L.A. come membro della nuova formazione di Vendicatori dei Grandi Laghi, gruppo satirico di giovani eroi amatoriali con cui rimane fino alla conclusione del crossover Civil War, comparendo nel frattempo in varie altre testate in qualità di guest star.
A novembre 2010, Squirrel Girl è protagonista di una storia pubblicata sul primo numero della miniserie I Am An Avenger, dopodiché diviene un personaggio ricorrente della serie New Avengers dal numero 7 (febbraio 2011) fino alla conclusione della serie col numero 34 (gennaio 2013) in qualità di babysitter per la figlia di Luke Cage e Jessica Jones.
Il 6 ottobre 2014 viene annunciato che il personaggio sarebbe stato protagonista di una propria serie, The Unbeatable Squirrel Girl, scritta da Ryan North e disegnata da Erica Henderson, per la durata di otto numeri (marzo-ottobre 2015). Con il rilancio di tutte le testate della casa editrice sotto il marchio All New All Different Marvel Squirrel Girl riceve una seconda testata omonima della precedente.

## Biografia del personaggio

### Origini
Nata a Los Angeles, California, da Dor e Maureen Green, dopo pochi mesi di vita Doreen dimostra la capacità di comunicare con gli scoiattoli e le cresce una coda simile alla loro; dagli accertamenti medici fatti fare dai genitori risulta tuttavia che non si tratta di una mutante in quanto i suoi geni sono inspiegabilmente mutati dopo la nascita. Desiderosa di diventare una supereroina, a quattordici anni Doreen avvicina Iron Man e gli si presenta come "Squirrel Girl" chiedendogli di farla diventare la sua spalla, sebbene inizialmente il supereroe tenti di liquidarla, dopo che la ragazzina lo salva dal Dottor Destino usando un esercito di scoiattoli, le promette che avrebbe messo una buona parola per lei coi Vendicatori non appena fosse diventata abbastanza grande.

### Vendicatori dei Grandi Laghi
Anni dopo, trasferitasi a New York Squirrel Girl, dopo averli salvati dall'aggressione di un gruppo di ladri a Central Park, si unisce ai Vendicatori dei Grandi Laghi, rocambolesco gruppo di giovani supereroi amatoriali con poteri per lo più inutili, assieme al suo assistente scoiattolo Monkey Joe, che tuttavia viene ucciso da Leather Boy un ragazzo desideroso di vendicarsi per non essere stato ammesso nel gruppo. Rivelatasi il membro più abile e capace della squadra, dopo aver sconfitto Maelstorm, Squirrel Girl trova un nuovo assistente nella scoiattolina Tippy-Toe. Contemporaneamente, per non incorrere in una causa legale coi Vendicatori, il gruppo decide di ribattezzarsi "X-Men dei Grandi Laghi" e si trova ad affrontare minacce quali M.O.D.O.K, Terrax e Thanos, tutti sconfitti da Squirrel Girl senza l'aiuto dei compagni, evento a seguito del quale Dum Dum Dugan tenta, senza successo, di convincerla ad unirsi allo S.H.I.E.L.D..
Squirrel Girl aiuta in seguito la Cosa a sconfiggere la Bi-Bestia, mentre la sua squadra cambia nuovamente nome in "Campioni dei Grandi Laghi" per aver vinto un torneo di poker. Con lo scoppio della guerra civile dei superumani la ragazzina e i suoi compagni (ribattezzatisi "Iniziativa dei Grandi Laghi") si registrano fornendo le loro generalità al governo ma Deadpool, non sapendolo, li attacca comunque venendo sconfitto proprio da Squirrel Girl. Contemporaneamente, essendo una grande fan dei New Warriors ed essendosi scambiata il primo bacio con Robbie Baldwin (Speedball), quando scopre che questi è diventato l'eroe oscuro "Penance" a causa della tragedia avvenuta per colpa sua a Stamford, Squirrel Girl si reca a Latveria ed si impossessa della macchina del tempo del Dottor Destino cercando di tornare nel passato per fermarlo, tuttavia finisce in un futuro alternativo e incontra il Robbie Baldwin di quel tempo, che però si rifiuta di seguirla.
Dopo l'invasione segreta degli Skrull ed uno scontro con Fin Fang Foom, Squirrel Girl, stanca di fare sempre tutto il lavoro, decide di abbandonare il gruppo.

### Nuovi Vendicatori
Doreen viene poco dopo assunta come babysitter di Danielle, la figlia neonata di Luke Cage e Jessica Jones, motivo per cui si trasferisce al quartier generale dei Nuovi Vendicatori in qualità di loro collaboratrice, pur non essendo formalmente membro della squadra. Durante la Guerra del Serpente, Squirrel Girl protegge la neonata dalla Società Thule riuscendo a sconfiggere un intero plotone di loro agenti. Successivamente la ragazza aiuta i Nuovi Vendicatori ad affrontare i Rivendicatori, l'H.A.M.M.E.R. e gli Oscuri Vendicatori ma, quando Luke e Jessica si ritirano per garantire l'incolumità della figlia, essa li segue per continuare il suo lavoro di babysitter.
Iscrittasi alla facoltà di informatica dell'Empire State University, Squirrel Girl si trasferisce nel campus e fa amicizia con la compagna di stanza Nancy Whitehead continuando contemporaneamente le sue avventure da supereroina.

## Poteri e abilità
Alla sua prima apparizione Squirrel Girl fa un resoconto dettagliato dei suoi poteri: una vistosa coda da scoiattolo, denti da roditore forti abbastanza da masticare il legno, forza e agilità sovrumane che le consentono di saltare tra gli alberi con facilità, artigli retrattili su ognuna delle sue dita, dei piccoli spuntoni a loro volta retrattili sulle nocche che le facilitano l'arrampicarsi sugli alberi, e la capacità di comunicare con gli scoiattoli comprendendone il linguaggio e facendo sì che essi capiscano il suo. In seguito è stato rivelato inoltre che possiede una percezione sensoriale iper-sviluppata, dei riflessi sovrumani e che le sue labbra sanno di nocciòlo. Incredibilmente esperta nel combattimento corpo a corpo, Squirrel Girl è stata in grado di sconfiggere sia Deadpool che Wolverine, sebbene in uno scontro amichevole senza artigli.
Squirrel Girl è sempre accompagnata da un gruppo di scoiattoli, tra cui Monkey Joe e Tippy-Toe, motivo per cui il suo costume è equipaggiato con una cintura piena di ghiande da dar loro come snack. Occasionalmente la si è vista servirsi di un piccolo girocottero nonché di un mazzo di carte collezionabili dei supereroi cui fa riferimento per valutare il livello di forza del nemico che si trova ad affrontare.
Nonostante i suoi poteri e le sue caratteristiche siano tendenzialmente parodistiche, una gag ricorrente nell'Universo Marvel vede Squirrel Girl riuscire a sconfiggere, spesso fuori scena, i supercriminali di grosso calibro come Thanos, il Dottor Destino, MODOK, Galactus, Terrax, la Bi-Bestia, Pluto, Fin Fang Foom, Il Barone Mordo, Michael Korvac, Ego il Pianeta vivente, Kraven il Cacciatore e Whiplash.

## Altri media

### Cinema
- Squirrel Girl compare nel film d'animazione Marvel Rising - Secret Warriors (2018).

### Televisione
- Squirrel Girl ha un cameo nella serie animata I Fantastici Quattro.
- Dalla terza stagione di Ultimate Spider-Man, Squirrel Girl è un personaggio ricorrente membro della squadra di giovani supereroi monitorati dallo S.H.I.E.L.D. e capitanata dall'Uomo Ragno.
- Il personaggio, interpretato da Milana Vayntrub, doveva essere tra i protagonisti della serie televisiva Marvel's New Warriors[36][37], di cui esiste un pilota mai andato in onda[38].

### Videogiochi
- Squirrel Girl è un personaggio giocabile in Marvel Super Hero Squad: Comic Combat[39].
- Squirrel Girl è un personaggio giocabile in Marvel Super Hero Squad Online[40].
- Squirrel Girl è un personaggio giocabile in Marvel Heroes[41][42].
- Squirrel Girl è un personaggio giocabile in LEGO Marvel Super Heroes[43].
- Squirrel Girl è un personaggio giocabile in LEGO Marvel's Avengers[44].
- Squirrel Girl è un personaggio giocabile in LEGO Marvel Super Heroes 2.
- Squirrel Girl è un personaggio giocabile in Marvel: Avengers Alliance[45].
- Squirrel Girl è un personaggio giocabile in Marvel: Sfida dei campioni.
- Squirrel Girl è un personaggio giocabile in Marvel: Future Fight.
- Squirrel Girl è un personaggio giocabile in Marvel Rivals.